# Martin MO
Die Martin MO, der Firma Glenn L. Martin Company, Herstellerbezeichnung Model 57, war ein amerikanisches Beobachtungsflugzeug. Der einmotorige Eindecker nutzte ein, in der damaligen Zeit, innovatives Metallrohrgerüst für den Flugzeugrumpf und die Tragflächen. Jedoch waren die Flugzeuge wegen der schwachen Motorleistung nur kurz im Betrieb.

## Entwicklungsgeschichte und Verwendung
Die Spezifikationen der MO 1 wurden vom Bureau of Aeronautics unter der Leitung von Commander J. C. Hunsaker erstellt.
Die Firma Martin beschäftigte für die Entwicklung der Martin MO den ehemaligen Junkers-Mitarbeiter Georg Madelung, dieser brachte Kenntnisse über die Metallflugzeugkonstruktionen aus seiner früheren Tätigkeit mit. Man erhoffte sich von der Metallkonstruktion eine längere Haltbarkeit und Lebensdauer, was zu Einsparungen bei Reparaturen und Instandhaltungen führen sollte.

Alle Flugzeuge wurden in zwei Fertigungslosen gebaut: ein erstes Los von sechs Flugzeugen und ein zweites von 30 Flugzeugen in den Jahren 1922 bis 1924.
Der erste Start von einem Schlachtschiff fand am 14. Dezember 1924 statt. Eine Martin MO-1 mit Schwimmern wurde dabei von den neu eingebauten Schwarzpulverkatapulten des Schlachtschiffs Mississippi gestartet. Die Gesamtleistung des Katapults in Kombination mit der schwach motorisierten Martin MO-1 erwies sich jedoch als unzureichend, sodass das Flugzeug nicht weiter auf Schlachtschiffen eingesetzt wurde. Der ursprüngliche Verwendungszweck als Bordflugzeug zur Artilleriebeobachtung konnte daher nicht erfüllt werden. Die Katapulte selbst bewährten sich jedoch und wurden auf weiteren Schiffen installiert. Als Ersatz für die Martin MO-1 übernahm die Vought VE-7 die Rolle des Bordflugzeugs. Die Flugzeuge wurden später in untergeordneten Verwendungen eingesetzt und schnell ausgemustert.

## Konstruktion

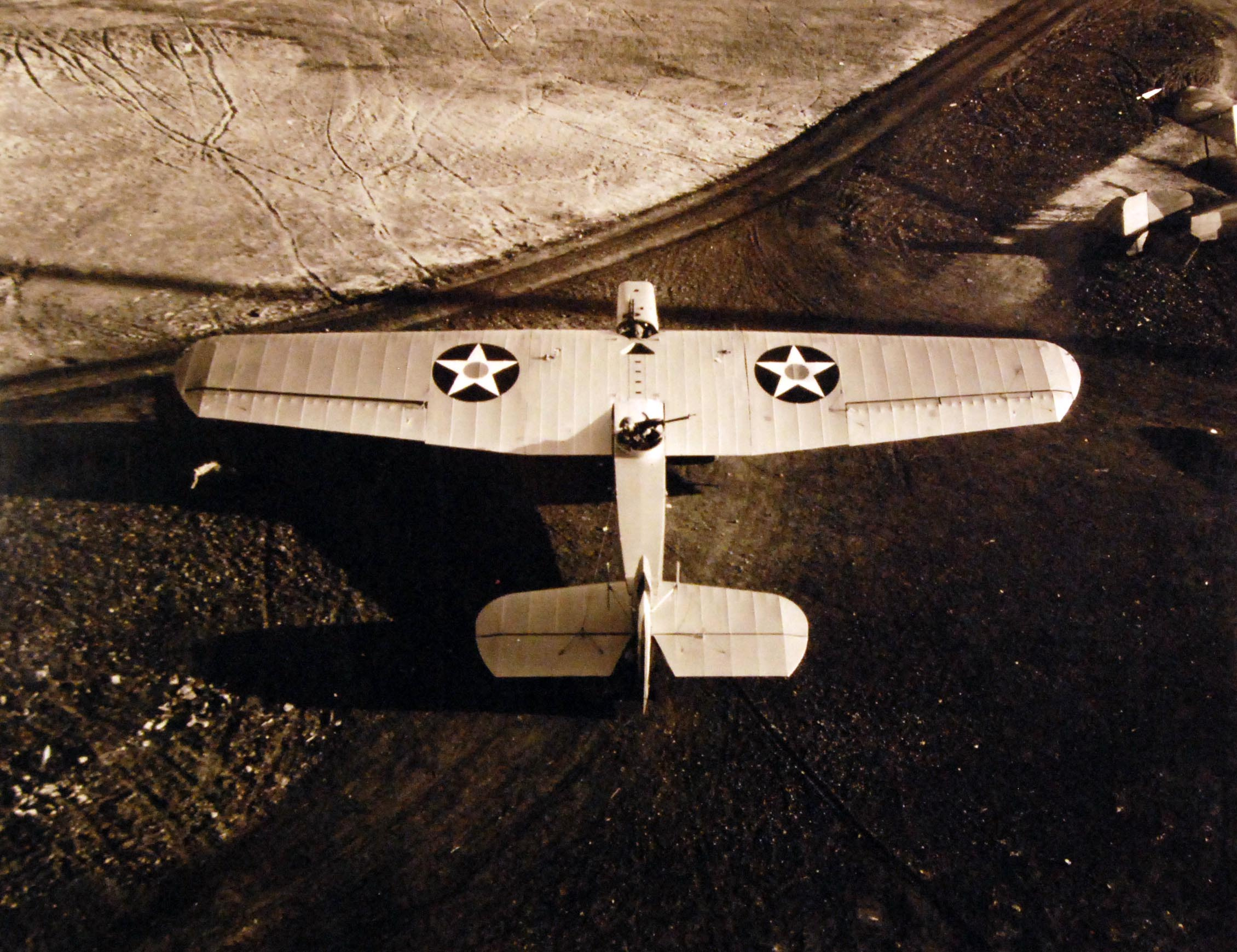
Martin MO-1, von oben

Der rechteckige Rumpf der MO-1 bestand aus genieteten und teilweise geschweißten Stahlrohren und Tragflächen aus einer Fachwerkkonstruktion von Rohren aus einer Aluminiumlegierung. Das Flugzeug war so ausgelegt, dass ein schnelles Zerlegen und Zusammenbauen gewährleistet werden konnte, um es auf kleinem Raum wie einem Kriegsschiff lagern zu können. Die Tragfläche war relativ dick und war als Schulterdecker ausgeführt. Bei dem Flügelprofil handelte es sich um ein modifiziertes U.S.A.-27-Profil, was einen hohen Auftrieb bei niedriger Geschwindigkeit entwickeln konnte. Die Flügel galten als die leichtesten seiner Zeit in den USA. Bei Stabilitätstests wurde ein Sicherheitsfaktor von 8 ermittelt. Unter den Tragflächen wurden Fenster zur Beobachtung eingebaut. Die gesamte Metallkonstruktion wurde mit einem feuerfesten und lackiertem Baumwollgewebe bespannt. 

Als Motor diente ein Curtiss D-12, der einen zweiblättrigen Propeller antrieb.

Das Fahrwerk der Martin MO war ein starres Spornradfahrwerk, das aus zwei Hauptfahrwerksbeinen mit großen Rädern und einem Hecksporn bestand. Die Hauptfahrwerksräder waren über eine starre Achse miteinander verbunden und boten für Landungen auf einem Flugzeugträger die Möglichkeit, kleine Anker für das Drahtseilfangsystem Fore and Aft zu verwenden. Es war auch möglich, das Fahrwerk durch Schwimmer zu ersetzen, um das Einsatzspektrum zu verbessern.

Bewaffnet war das Flugzeug mit einem flexiblen 0,30-Zoll-MG im hinteren Cockpit.

## Versionen
Insgesamt wurden von diesem Flugzeugtyp 36 Flugzeuge gebaut.
Martin MO-1, Martin Model 57
Werknummer: 47 – 52, BuNo: A-6455 – A-6460
Werknummer: 64 – 93, BuNo: A-6633 – A-6662

## Nutzung
Die Auslieferung der Flugzeuge der Martin MO-1 an die U.S. Navy begann 1923 und war noch bis 1926 im Bestand der U.S. Navy und wurde danach ausgemustert.
- United States Navy, folgende Einheiten der US Navy nutzten die Martin MO-1:
  - Observation Squadron Six (VO-6)[9]
  - Utility Squadron One (VJ-1)[10]
  - Naval Air Station Anacostia[11]
  - Naval Air Station Hampton Roads[11]
  - Naval Air Station San Diego[12]
  - USS Mississippi (BB 41): Tests der Martin MO vom Schlachtschiff USS Mississippi

## Technische Daten
| Kenngröße                     | Martin MO-1                                       |
| ----------------------------- | ------------------------------------------------- |
| Besatzung                     | drei: Pilot, Beobachter/Navigator und Heckschütze |
| Länge                         | 11,28 m                                           |
| Spannweite                    | 16,15 m                                           |
| Höhe                          | 3,58 m (Landflugzeug)                             |
| Flügelfläche                  | 45,34 m²                                          |
| Flügelstreckung               | 5,76                                              |
| Leermasse                     | 1579 kg                                           |
| Gesamtgewicht (Loaded weight) | 2295 kg                                           |
| Reisegeschwindigkeit          |                                                   |
| Höchstgeschwindigkeit         | 168 km/h                                          |
| Dienstgipfelhöhe              | 3200 m                                            |
| Reichweite                    |                                                   |
| Triebwerke                    | 1 × Curtiss D-12 mit 375 PS (276 kW)              |
| Bewaffnung                    | ein Maschinengewehr 7,62 mm                       |

## Vergleichbare Typen
- Loening OL
- Vought VE-7
- Vought UO